# La Suisse
La Suisse fu un quotidiano svizzero pubblicato a Ginevra da maggio 1898 a marzo 1994.
Di carattere politico e indipendente, il giornale, al suo apice, era quello che rappresentava la più alta diffusione della Svizzera romanda, ovvero la parte francofona della confederazione.

## Storia
Il primo maggio 1898 pubblicò il primo numero. Lanciato da Paul Pictet, corrispondente del Journal de Genève con sede a Ginevra, il quotidiano era prima di tutto l'organo del Partito liberale e democratico di Ginevra. Ruppe i suoi legami politici nel 1903 per diventare una testata indipendente.
La sua prima edizione speciale apparve l'11 settembre 1898, in occasione dell'assassinio dell'imperatrice Elisabetta d'Austria sul Quai du Mont-Blanc a Ginevra. Durante la prima guerra mondiale, il giornale pubblicò oltre 100 edizioni speciali. La Suisse iniziò ad avere un'edizione domenicale dal 1913.
Nel 1939, a causa delle difficoltà finanziarie legate alla seconda guerra mondiale, fu stipulato un accordo tra La Suisse e La Tribune de Genève per realizzare il primo un giornale del mattino e il secondo un giornale della sera. Dopo la guerra, la doppia circolazione aumentò da 37000 copie nel 1958 a 68000 copie nel 1984. Unico giornale ad uscire di domenica a Ginevra, l'edizione domenicale aveva raggiunto le 100000 copie nel febbraio 1962.
Redattore capo dal 1941 al 1975 fu Marc Chenevière che sviluppò considerevolmente la rete di corrispondenti. Fu sotto la sua direzione che il giornale ebbe per un periodo la più grande tiratura della Svizzera francofona.
Tuttavia, nel 1988, La Tribune de Genève ruppe l'accordo e divenne anche un giornale del mattino. La concorrenza tra i due titoli divenne quindi molto forte, spingendo i proprietari de La Suisse a investire in nuove tecnologie (come ad esempio il Minitel, che non avrà mai successo in Svizzera), costringendo il titolo al fallimento e causandone la scomparsa 31 marzo 1994.
Nel 1994, la circolazione in Svizzera era scesa a circa 58000 copie durante la settimana. Era quindi inferiore a quello del quotidiano del Canton Vaud 24 heures, che raggiunse 95 000 copie.
Sonor SA, la società che ha curato La Suisse, ha pubblicato anche il bisettimanale La Semaine, il settimanale Gazette de Moutier e il mensile Le Temps stratégique.